# Dirección General de Aviación Civil (Ecuador)
La Dirección General de Aviación Civil de Ecuador (DGAC) es la autoridad de aviación civil de Ecuador. Tiene su sede en Quito. La Gestión de Seguridad y Prevención Aeronáutica de DGAC investiga accidentes e incidentes de aviación. Ejerce las atribuciones y responsabilidades establecidas en la Ley de Aviación Civil.

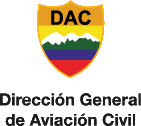
Dirección General de Aviación Civil del Ecuador

## Función
Administrar, Regular, Vigilar y Controlar la actividad aeronáutica y aeroportuaria garantizando la seguridad operacional.

## Visión
Ser una Institución técnica que garantice la seguridad operacional y la seguridad de la aviación proporcionando servicios de calidad para el desarrollo sostenible del transporte aéreo del país.

## Objetivos
- Promover la seguridad operacional alcanzando un nivel óptimo en la aviación civil del Ecuador.
- Mejorar continuamente los sistemas internos y procesos organizacionales
- Fomentar y regular el desarrollo de la aviación civil en el Ecuador

## Historia de la Aviación en el Ecuador

### Precursores y nacimiento de la Dirección de Aviación Civil
El Ecuador se inscribe entre los países de la comunidad internacional que han participado en la historia de la Aviación Civil.
Al terminar la guerra en 1918, los aviadores militares se encontraron sin trabajo, solamente con la inestimable experiencia de vuelo. Los aviones militares mal adaptados para los usos pacíficos y comerciales se vendieron a precios mínimos, fueron adquiridos por los propios aviadores, quienes los usaron para volar en ferias, hacer espectáculos aéreos, etc.
A mediados del mes de mayo de 1920 llega a Guayaquil un joven italiano llamado Adolfo Bossio, apoderado de un aviador también italiano llamado Elia Liut, quien había adquirido con sus ahorros un antiguo avión de combate.
El 23 de julio de 1920 se formaliza el contrato entre el Sr. Bossio y Don José Abel Castillo, en virtud del cual la empresa "El Telégrafo" adquiría el avión, propiedad del aviador Elia Liut y se hacía cargo de todos los gastos que los vuelos demandaran.
Así fue como en el vapor "Bologna", el 29 de julio de 1920, llegaban los aviadores Elia Liut, Juan Ancilloto y el mecánico Giovanni Fedelli, acompañados del avión "Macchi Henriot" con un motor Gnome Rhome, de 120HP, con un ancho de alas de 8.52 metros, 5.84 metros de largo, 600 kilos de peso total, y que desarrollaba una velocidad máxima de 185 kilómetros y una altitud máxima de 4000 metros.
El día sábado 8 de agosto de 1920, se realizaron los preparativos para el primer vuelo del "Telégrafo I" con la asistencia del presidente electo, Dr. José Luis Tamayo y su esposa, quienes hicieron de padrinos. Asistieron también el Sr. Abel Castillo y los miembros de su familia, los funcionarios del gobierno central y las autoridades de la ciudad.
A las 14h45 se elevó hasta 1800 metros el "Telégrafo I" al mando de Elia Liut. Giró varias veces sobre el campo y aterrizó en medio de la algarabía de los presentes que no cesaban de felicitar al piloto y pasearlo en hombros hasta la tribuna espacial donde se hallaban las autoridades.

### Procesos de la Aviación Civil en el Ecuador
Dada la importancia del desarrollo de la aviación como un nuevo medio de transporte en el país y con la finalidad de velar por el progreso y la seguridad de las operaciones, así como resolver los problemas específicos de la aviación civil, el 9 de agosto de 1946 se crea la Dirección de la Aviación Civil adscrita a la Comandancia General de la Aeronáutica. Poco tiempo después, el 4 de diciembre de 1951 se crea la Junta de Aviación Civil Ecuatoriana, adscripta al Ministerio de Obras Públicas y Comunicaciones, a la cual se le otorga como organismo ejecutivo, la Dirección General de Aviación Civil.
Durante la etapa en que la Aviación Civil Ecuatoriana estuvo a cargo del Ministerio de Obras Públicas y ante la falta de infraestructura aeronáutica adecuada y del personal técnico debidamente capacitado las compañía de aviación tomaron a cargo el establecimiento de sus propios medios de comunicación y radios ayudas para la navegación aérea, a fin de dar un servicio dentro de márgenes de seguridad adecuados.
Se destaca entre ellas la Empresa Panagra, principal comercializadora del transporte aéreo, quien realiza la instalación de equipos de radio para torres de control en los aeropuertos de Quito y otros lugares del país.
Bajo esta circunstancia y por no existir una estructura sólida en su organización que permita adoptar políticas de desarrollo reales de la actividad aeronáutica, el 12 de julio de 1963, mediante Decreto Supremo n.º 006, la Dirección de Aviación Civil nuevamente es adscrita al Ministerio de Defensa Nacional, a través de la Fuerza Aérea Ecuatoriana.
A partir de ese entonces, este reto inicial se lo enfrenta con un desarrollo planificado de la infraestructura aeronáutica, que se inicia con el mantenimiento y control de las instalaciones existentes con personal propio, la implementación de torres de control, la ampliación de la red de pistas, aeródromos, radiofaros y ayudas de navegación, más otras acciones administrativas que se incorporan a los servicios.
En la actualidad y de conformidad con la Ley de Aviación Civil, le corresponde al Estado la regulación y control de la actividad aeronáutica en el territorio Ecuatoriano, ejerciendo esta atribución con dos organismos que están determinados legal y reglamentariamente, el Consejo Nacional de Aviación Civil y la Dirección General de Aviación Civil

### Consejo Nacional de Aviación Civil
El Consejo Nacional de Aviación Civil, es el organismo rector de la política aeronáutica en el país. Entre sus principales funciones están el control de las operaciones de las compañías nacionales y extranjeras que operan en el Ecuador; regular las tasas o derechos por servicios aeroportuarios y facilidades aeronáuticas, etc. Para el cumplimiento de sus obligaciones, considera los tres factores fundamentales que integran la actividad aeronáutica civil: los fines del estado, los usuarios del servicio y las líneas aéreas.

### Dirección General de Aviación Civil
La Dirección General de Aviación Civil, por su parte es el organismo técnico que controla la actividad aeronáutica civil y está llamada a ser la ejecutora de las políticas directrices y resoluciones impartidas por el Consejo Nacional de Aviación Civil. La ley la define como una entidad de derecho público, con personería jurídica y fondos propios, con sede en Quito. Sus funciones principales son, entre otras: fomentar el desarrollo de la aviación comercial y en general de las actividades de instituciones que tengan como objetivo el contribuir al desarrollo aéreo civil; velar por el cumplimiento de los acuerdos bilaterales y resoluciones de las convenciones internacionales sobre asuntos de aviación; controlar que las operaciones de vuelo se realicen dentro de las normas de seguridad, etc.
En los últimos años, el Consejo Nacional de Aviación Civil y la Dirección General de Aviación Civil, han dado un impulso decisivo al desarrollo de la infraestructura aeronáutica, para fomentar la aviación civil en una forma ordenada, eficiente y segura.
Los aeropuertos del país están provistos de equipos y material modernos de ayudas a la navegación como los radares en los aeropuertos de Quito y Guayaquil; equipos de radio ayudas y la navegación aérea que se encuentran distribuidos en diversos sectores; equipos de comunicación que unen todos estos aeropuertos y permiten el flujo de información aeronáutica técnica y administrativa, que es utilizada tanto como las compañías de aviación como por la autoridad aeronáutica. En el campo de la meteorología se dispone en la actualidad de información por satélite, que permite brindar a las tripulaciones de vuelo, la información oportuna y eficaz, indispensable para la planificación de las operaciones aéreas.
Se ha dado impulso y una especial atención al mejoramiento de las facilidades aeroportuarias en los edificios terminales de todos los aeropuertos para brindar el trato adecuado a los usuarios y líneas aéreas.
Esta infraestructura aeronáutica, de equipo y material, está a cargo de profesionales preparados técnicamente en el país y en el exterior para cumplir sus obligaciones.

## Aeropuertos de Ecuador

### Aeropuertos con servicio regular
| Aeropuerto                                      | Ubicación                        | IATA | OACI |
| ----------------------------------------------- | -------------------------------- | ---- | ---- |
| Aeropuerto Ciudad de Catamayo                   | Catamayo, Loja                   | LOH  | SECA |
| Aeropuerto Internacional Mariscal La Mar        | Cuenca, Azuay                    | CUE  | SECU |
| Aeropuerto Francisco de Orellana                | El Coca, Orellana                | OCC  | SECO |
| Aeropuerto Internacional José Joaquín de Olmedo | Guayaquil, Guayas                | GYE  | SEGU |
| Aeropuerto Seymour                              | Isla Baltra, Galápagos           | GPS  | SEGS |
| Aeropuerto de San Cristóbal                     | Isla de San Cristóbal, Galápagos | SCY  | SEST |
| Aeropuerto Internacional Eloy Alfaro            | Manta, Manabí                    | MEC  | SEMT |
| Aeropuerto Internacional Mariscal Sucre         | Quito, Pichincha                 | UIO  | SEQM |
| Aeropuerto de Santa Rosa                        | Santa Rosa, El Oro               | ETR  | SERO |

### Aeropuertos con servicio no regular (chárter)
| Aeropuerto                                   | Ubicación                                                                            | IATA | OACI |
| -------------------------------------------- | ------------------------------------------------------------------------------------ | ---- | ---- |
| Aeródromo Luis Estrada Ycaza                 | Isla Isabela, Galápagos                                                              | IBB  | SEEI |
| Aeropuerto Chimborazo                        | Riobamba, Chimborazo                                                                 | RIO  | SERB |
| Aeropuerto Coronel Edmundo Carvajal          | Macas, Morona Santiago                                                               | XMS  | SEMC |
| Aeropuerto Cotopaxi                          | Latacunga, Cotopaxi                                                                  | LTX  | SELT |
| Aeropuerto Coronel Carlos Concha Torres      | Esmeraldas, Esmeraldas                                                               | ESM  | SETN |
| Aeropuerto de Nueva Loja                     | Lago Agrio, Sucumbíos                                                                | LGQ  | SENL |
| Aeropuerto de Taisha                         | Taisha, Morona Santiago                                                              | TSC  | SETH |
| Aeropuerto General Ulpiano Páez              | [[Archivo:\|20x20px\|border\|Bandera de Santa Elena (Ecuador)]] Salinas, Santa Elena | SNC  | SESA |
| Aeropuerto Jumandy                           | Ahuano (Tena), Napo                                                                  | TNW  | SEJD |
| Aeropuerto Río Amazonas                      | Shell (Mera), Pastaza                                                                | PTZ  | SESM |
| Aeropuerto Teniente Coronel Luis A. Mantilla | Tulcán, Carchi                                                                       | TUA  | SETU |

### Aeropuertos cerrados o sin servicio comercial
| Aeropuerto                             | Ubicación                                     | IATA | OACI |
| -------------------------------------- | --------------------------------------------- | ---- | ---- |
| Aeropuerto Chachoan                    | Ambato, Tungurahua                            | ATF  | SEAM |
| Aeropuerto de Chupianza                | Chupianza, Morona Santiago                    | —    | —    |
| Aeropuerto de Cumbaratza               | Cumbaratza, Zamora Chinchipe                  | —    | SEBZ |
| Aeropuerto de Curaray                  | Jaime Roldós, Pastaza                         | —    | SECR |
| Aeródromo de Lorocachi                 | Lorocachi, Pastaza                            | —    | SEOH |
| Aeropuerto de Jipijapa                 | Jipijapa, Manabí                              | JIP  | SEJI |
| Aeropuerto de Montalvo                 | Andoas, Pastaza                               | —    | SEMO |
| Aeropuerto de Pedernales               | Pedernales, Manabí                            | —    | SEPD |
| Aeropuerto de Putumayo                 | Putumayo, Sucumbíos                           | PYO  | SEPT |
| Aeropuerto de Santa Cecilia            | Lago Agrio, Sucumbíos                         | WSE  | SECE |
| Aeropuerto de Santo Domingo            | Santo Domingo, Santo Domingo de los Tsáchilas | —    | SESD |
| Aeropuerto de Tarapoa                  | Tarapoa, Sucumbíos                            | TPC  | SETR |
| Aeropuerto de Tiputini                 | Tiputini, Orellana                            | TPN  | SETI |
| Aeródromo de Wuanpuik                  | Wuanpuik, Morona Santiago                     | —    | SEWP |
| Aeropuerto José María Velasco Ibarra   | Macará, Loja                                  | MRR  | SEMA |
| Aeropuerto José Mario Madero Jaramillo | Gualaquiza, Morona Santiago                   | GLZ  | SEGZ |
| Aeropuerto Los Perales                 | San Vicente, Manabí                           | BHA  | SESV |

### Aeropuertos desmantelados y reconvertidos
| Nombre del aeropuerto                           | IATA | OACI | Actividad | Ciudad                 | Descripción                                       |
| ----------------------------------------------- | ---- | ---- | --------- | ---------------------- | ------------------------------------------------- |
| Antiguo Aeropuerto Atahualpa                    | IBR  | SEIB | 1963-2011 | Ibarra, Imbabura       | Nuevo parque Ciudad Blanca                        |
| Aeropuerto General Manuel Serrano               | MCH  | SEMH | 1967-2009 | Machala, El Oro        | Nuevo parque Zoila Ugarte                         |
| Antiguo Aeropuerto Internacional Mariscal Sucre | UIO  | SEQU | 1960-2013 | Quito, Pichincha       | Nuevo parque Bicentenario                         |
| Aeropuerto de Sucúa                             | SUQ  | SESC | 1947-2017 | Sucúa, Morona Santiago | Nuevo parque "Paraíso de la Amazonía"             |
| Aeropuerto Mayor Galo de la Torre               | TNW  | SETE | 1950-2001 | Tena, Napo             | Nuevo parque lineal Tena                          |
| Aeropuerto Reales Tamarindos                    | PVO  | SEPV | 1954-2011 | Portoviejo, Manabí     | Nuevo parque urbanístico y de negocios Villanueva |

## Estadísticas de pasajeros y carga
|                  | Aeropuerto Int. Mariscal Sucre | Aeropuerto Int. Mariscal Sucre | Aeropuerto Int. José Joaquín de Olmedo | Aeropuerto Int. José Joaquín de Olmedo | Aeropuerto Cnel. Carlos Concha Torres | Aeropuerto Cnel. Carlos Concha Torres | Aeropuerto Int. Eloy Alfaro | Aeropuerto Int. Eloy Alfaro | Aeropuerto Tte. Cnel. Luis A. Mantilla | Aeropuerto Tte. Cnel. Luis A. Mantilla | Aeropuerto Cotopaxi | Aeropuerto Cotopaxi |
| Quito, Pichincha | Quito, Pichincha               | Guayaquil, Guayas              | Guayaquil, Guayas                      | Esmeraldas, Esmeraldas                 | Esmeraldas, Esmeraldas                | Manta, Manabí                         | Manta, Manabí               | Tulcán, Carchi              | Tulcán, Carchi                         | Latacunga, Cotopaxi                    | Latacunga, Cotopaxi |                     |
| Entrada          | Salida                         | Entrada                        | Salida                                 | Entrada                                | Salida                                | Entrada                               | Salida                      | Entrada                     | Salida                                 | Entrada                                | Salida              |                     |
| ---------------- | ------------------------------ | ------------------------------ | -------------------------------------- | -------------------------------------- | ------------------------------------- | ------------------------------------- | --------------------------- | --------------------------- | -------------------------------------- | -------------------------------------- | ------------------- | ------------------- |
| 1998             | 439.580                        | 449.454                        | 241.367                                | 246.405                                | 2.091                                 | 2.143                                 |                             |                             | 3.027                                  | 3.573                                  |                     |                     |
| 1999             | 374.467                        | 423.384                        | 246.567                                | 278.899                                | 628                                   | 733                                   |                             |                             | 4.334                                  | 4.379                                  |                     |                     |
| 2000             | 421.165                        | 496.116                        | 268.000                                | 330.619                                |                                       |                                       |                             |                             | 8.000                                  | 7.689                                  |                     |                     |
| 2001             | 504.870                        | 567.615                        | 302.420                                | 364.096                                |                                       |                                       |                             |                             | 8.706                                  | 8.053                                  |                     |                     |
| 2002             | 518.515                        | 568.718                        | 359.051                                | 432.848                                |                                       |                                       |                             |                             | 7.535                                  | 7.472                                  |                     |                     |
| 2003             | 536.813                        | 545.343                        | 359.459                                | 398.852                                |                                       |                                       |                             |                             | 6.267                                  | 6.216                                  |                     |                     |
| 2004             | 577.552                        | 552.648                        | 395.076                                | 396.358                                |                                       |                                       |                             |                             | 6.267                                  | 6.522                                  |                     |                     |
| 2005             | 622.949                        | 604.102                        | 448.788                                | 444.998                                |                                       |                                       |                             |                             | 6.203                                  | 6.744                                  |                     |                     |
| 2006             | 657.336                        | 639.049                        | 492.178                                | 499.445                                |                                       |                                       |                             |                             | 7.061                                  | 7.856                                  |                     |                     |
| 2007             | 737.136                        | 705.842                        | 509.944                                | 526.209                                |                                       |                                       |                             |                             | 6.750                                  | 6.848                                  |                     |                     |
| 2008             | 745.038                        | 719.407                        | 526.950                                | 561.042                                |                                       |                                       |                             |                             | 3.941                                  | 4.109                                  |                     |                     |
| 2009             | 776.653                        | 717.395                        | 547.468                                | 562.236                                |                                       |                                       |                             |                             |                                        |                                        |                     |                     |
| 2010             | 837.261                        | 784.190                        | 595.544                                | 627.463                                | 8.513                                 | 9.368                                 |                             |                             |                                        |                                        |                     |                     |
| 2011             | 829.026                        | 780.817                        | 661.668                                | 698.812                                | 11.445                                | 11.712                                |                             |                             |                                        |                                        |                     |                     |
| 2012             | 932.692                        | 833.119                        | 646.583                                | 679.163                                | 10.679                                | 10.821                                |                             |                             |                                        |                                        |                     |                     |
| 2013             | 1.079.183                      | 833.119                        | 756.042                                | 781.756                                | 9.808                                 | 9.985                                 |                             |                             |                                        |                                        | 0                   | 238                 |
| 2014             | 1.190.692                      | 1.092.921                      | 823.813                                | 843.967                                | 10.079                                | 10.640                                | 7.177                       | 6.960                       |                                        |                                        | 1.097               | 1.418               |
| 2015             | 1.215.533                      | 1.137.072                      | 733.031                                | 802.719                                | 11.517                                | 12.147                                | 24.106                      | 23.199                      |                                        |                                        | 1.795               | 2.372               |
| 2016             | 1.095.108                      | 1.085.495                      | 866.080                                | 907.490                                | 11.861                                | 12.161                                | 3.104                       | 4.243                       |                                        |                                        | 279                 | 276                 |
| 2017             | 1.134.401                      | 1.109.598                      | 881.608                                | 917.071                                | 10.910                                | 10.755                                |                             |                             |                                        |                                        |                     |                     |
| 2018             | 1.120.423                      | 1.100.471                      | 914.966                                | 967.927                                | 12.723                                | 12.447                                | 0                           | 1.494                       |                                        |                                        | 0                   | 234                 |
| 2019             | 1.180.914                      | 1.169.154                      | 1.006.883                              | 1.073.086                              | 11.290                                | 11.295                                | 0                           | 304                         |                                        |                                        |                     |                     |
| 2020             | 343.194                        | 351.715                        | 377.326                                | 406.885                                | 1.171                                 | 1.163                                 | 0                           | 225                         |                                        |                                        | 0                   | 2.418               |
| 2021             | 581.830                        | 616.957                        | 677.702                                | 708.819                                |                                       |                                       |                             |                             |                                        |                                        | 0                   | 5.686               |
| 2022             | 915.574                        | 914.274                        | 924.994                                | 1.032.023                              |                                       |                                       |                             |                             |                                        |                                        |                     |                     |
| 2023             | 1.422.458                      | 1.440.806                      | 1.017.202                              | 1.145.247                              |                                       |                                       | 8415                        | 8973                        |                                        |                                        |                     |                     |

|                  | Aeropuerto Int. Mariscal Sucre | Aeropuerto Int. Mariscal Sucre | Aeropuerto Int. José Joaquín de Olmedo | Aeropuerto Int. José Joaquín de Olmedo | Aeropuerto Cnel. Carlos Concha Torres | Aeropuerto Cnel. Carlos Concha Torres | Aeropuerto Eloy Alfaro | Aeropuerto Eloy Alfaro | Aeropuerto Tte. Cnel. Luis A. Mantilla | Aeropuerto Tte. Cnel. Luis A. Mantilla | Aeropuerto Cotopaxi  | Aeropuerto Cotopaxi  |
| Quito, Pichincha | Quito, Pichincha               | Guayaquil, Guayas              | Guayaquil, Guayas                      | Esmeraldas, Esmeraldas                 | Esmeraldas, Esmeraldas                | Manta, Manabí                         | Manta, Manabí          | Tulcán, Carchi         | Tulcán, Carchi                         | Latacunga, Cotopaxi                    | Latacunga, Cotopaxi  |                      |
| Entrada          | Salida                         | Entrada                        | Salida                                 | Entrada                                | Salida                                | Entrada                               | Salida                 | Entrada                | Salida                                 | Entrada                                | Salida               |                      |
| ---------------- | ------------------------------ | ------------------------------ | -------------------------------------- | -------------------------------------- | ------------------------------------- | ------------------------------------- | ---------------------- | ---------------------- | -------------------------------------- | -------------------------------------- | -------------------- | -------------------- |
| 1998             | 11.815                         | 80.487                         | 7.836                                  | 23.823                                 | 0                                     | 3                                     | 0                      | 910                    |                                        |                                        | 65                   | 912                  |
| 1999             | 12.854                         | 74.177                         | 12.854                                 | 17.583                                 | 127                                   | 0                                     | 0                      | 5.245                  | 1.451                                  | 5.138                                  |                      |                      |
| 2000             | 14.718                         | 89.116                         | 8.129                                  | 24.196                                 |                                       |                                       | 0                      | 67                     |                                        |                                        | 0                    | 188                  |
| 2001             | DATOS NO FACILITADOS           | DATOS NO FACILITADOS           | DATOS NO FACILITADOS                   | DATOS NO FACILITADOS                   | DATOS NO FACILITADOS                  | DATOS NO FACILITADOS                  | DATOS NO FACILITADOS   | DATOS NO FACILITADOS   | DATOS NO FACILITADOS                   | DATOS NO FACILITADOS                   | DATOS NO FACILITADOS | DATOS NO FACILITADOS |
| 2002             | DATOS NO FACILITADOS           | DATOS NO FACILITADOS           | DATOS NO FACILITADOS                   | DATOS NO FACILITADOS                   | DATOS NO FACILITADOS                  | DATOS NO FACILITADOS                  | DATOS NO FACILITADOS   | DATOS NO FACILITADOS   | DATOS NO FACILITADOS                   | DATOS NO FACILITADOS                   | DATOS NO FACILITADOS | DATOS NO FACILITADOS |
| 2003             | DATOS NO FACILITADOS           | DATOS NO FACILITADOS           | DATOS NO FACILITADOS                   | DATOS NO FACILITADOS                   | DATOS NO FACILITADOS                  | DATOS NO FACILITADOS                  | DATOS NO FACILITADOS   | DATOS NO FACILITADOS   | DATOS NO FACILITADOS                   | DATOS NO FACILITADOS                   | DATOS NO FACILITADOS | DATOS NO FACILITADOS |
| 2004             | 17.147                         | 10.310                         | 44.189                                 | 25.374                                 |                                       |                                       |                        |                        |                                        |                                        |                      |                      |
| 2005             | 17.932                         | 45.543                         | 11.265                                 | 23.133                                 |                                       |                                       |                        |                        |                                        |                                        |                      |                      |
| 2006             | 17.937                         | 44.719                         | 11.349                                 | 23.596                                 |                                       |                                       |                        |                        |                                        |                                        |                      |                      |
| 2007             | 15.060                         | 40.112                         | 11.321                                 | 23.827                                 |                                       |                                       |                        |                        |                                        |                                        |                      |                      |
| 2008             | 14.484                         | 44.851                         | 10.783                                 | 20.644                                 |                                       |                                       |                        |                        |                                        |                                        |                      |                      |
| 2009             | 11.749                         | 60.227                         | 3.080                                  | 10.921                                 |                                       |                                       |                        |                        |                                        |                                        |                      |                      |
| 2010             | 14.798                         | 56.777                         | 10.007                                 | 25.312                                 |                                       |                                       |                        |                        |                                        |                                        |                      |                      |
| 2011             | 5.558                          | 8.247                          | 17.913                                 | 74.141                                 |                                       |                                       |                        |                        |                                        |                                        |                      |                      |
| 2012             | 17.338                         | 71.615                         | 4.948                                  | 4.644                                  |                                       |                                       |                        |                        |                                        |                                        |                      |                      |
| 2013             | 30.296                         | 132.614                        | 15.287                                 | 22.839                                 | 0                                     | 1                                     | 0                      | 138                    |                                        |                                        | 785                  | 24.932               |
| 2014             | 30.759                         | 150.283                        | 13.072                                 | 19.088                                 |                                       |                                       | 0                      | 273                    |                                        |                                        | 747                  | 24.442               |
| 2015             | 30.143                         | 151.303                        | 11.183                                 | 17.602                                 |                                       |                                       |                        |                        |                                        |                                        | 924                  | 14.545               |
| 2016             | 29.690                         | 153.576                        | 10.423                                 | 15.126                                 | 20                                    | 2                                     |                        |                        |                                        |                                        | 828                  | 15.453               |
| 2017             | 33.602                         | 170.390                        | 19.131                                 | 16.318                                 |                                       |                                       |                        |                        |                                        |                                        | 380                  | 6.016                |
| 2018             | 34.301                         | 193.862                        | 10.957                                 | 16.120                                 |                                       |                                       | 0                      | 9                      |                                        |                                        |                      |                      |
| 2019             | 35.130                         | 202.884                        | 11.977                                 | 17.131                                 |                                       |                                       | 0                      | 22                     |                                        |                                        | 0                    | 87                   |
| 2020             | 33.012                         | 190.542                        | 11.351                                 | 12.973                                 |                                       |                                       |                        |                        |                                        |                                        |                      |                      |
| 2021             | 43.178                         | 237.199                        | 13.123                                 | 13.901                                 |                                       |                                       |                        |                        |                                        |                                        |                      |                      |
| 2022             | 42.913                         | 198.387                        | 13.685                                 | 14.473                                 |                                       |                                       |                        |                        |                                        |                                        |                      |                      |
| 2023             | 51.251                         | 277.675                        | 12.664                                 | 13.117                                 |                                       |                                       | 60                     | 70                     |                                        |                                        |                      |                      |

|                      | Aeropuerto Ciudad de Catamayo | Aeropuerto Cnel. Carlos Concha Torres  | Aeropuerto Cnel. Edmundo Carvajal | Aeropuerto Cotopaxi       | Aeropuerto de Nueva Loja      | Aeropuerto de San Cristóbal | Aeropuerto de Santa Rosa | Aeropuerto Eloy Alfaro       | Aeropuerto Francisco de Orellana |
| Catamayo, Loja       | Esmeraldas, Esmeraldas        | Macas, Morona Santiago                 | Latacunga, Cotopaxi               | Lago Agrio, Sucumbíos     | Isla San Cristóbal, Galápagos | Santa Rosa, El Oro          | Manta, Manabí            | El Coca, Orellana            |                                  |
| -------------------- | ----------------------------- | -------------------------------------- | --------------------------------- | ------------------------- | ----------------------------- | --------------------------- | ------------------------ | ---------------------------- | -------------------------------- |
| 2016                 | 64.398                        | 45.545                                 | 8.598                             | 4.359                     | 34.423                        | 71.823                      | 35.419                   | 99.847                       | 72.078                           |
| 2017                 | 58.410                        | 25.650                                 | 5.285                             | 262                       | 23.497                        | 79.190                      | 24.622                   | 87.833                       | 59.945                           |
| 2018                 | 57.411                        | 22.671                                 | 5.439                             | 429                       | 28.663                        | 91.980                      | 20.328                   | 83.333                       | 59.363                           |
| 2019                 | 64.598                        | 20.000                                 | 6.586                             | 967                       | 28.749                        | 104.703                     | 22.004                   | 78.869                       | 61.519                           |
| 2020                 | 20.955                        | 2.356                                  | 5.026                             | 656                       | 19.142                        | 32.289                      | 5.070                    | 23.471                       | 19.142                           |
| 2021                 | 60.777                        | 100                                    | 8.928                             | 972                       | 2.592                         | 106.317                     | 1.182                    | 70.487                       | 36.263                           |
| 2022                 | 64.780                        | 309                                    | 1.105                             | 415                       | 5.958                         | 197.246                     | 25.361                   | 206.565                      | 97.509                           |
| 2023                 | 78.641                        | 533                                    | 9636                              | 1237                      | 13.051                        | 256.561                     | 52.950                   | 296.715                      | 140.124                          |
|                      |                               |                                        |                                   |                           |                               |                             |                          |                              |                                  |
|                      | Aeropuerto Gral. Ulpiano Páez | Aeropuerto Int. José Joaquín de Olmedo | Aeropuerto Int. Mariscal Sucre    | Aeropuerto Mariscal Lamar | Aeropuerto Río Amazonas       | Aeropuerto Seymour          | Aeropuerto de Taisha     | Aeródromo Luis Estrada Ycaza | Aeropuerto Los Perales (Bahía)   |
| Salinas, Santa Elena | Guayaquil, Guayas             | Quito, Pichincha                       | Cuenca, Azuay                     | Shell Mera, Pastaza       | Isla Baltra, Galápagos        | Taisha, Morona Santiago     | Isla Isabela, Galápagos  | San Vicente, Manabí          |                                  |
| 2016                 | 4.436                         | 876.846                                | 1.326.974                         | 161.725                   | 11.706                        | 216.968                     |                          | 4.368                        | 16                               |
| 2017                 | 2.521                         | 904.852                                | 1.284.074                         | 148.592                   | 13.816                        | 235.898                     |                          | 5.864                        | 11                               |
| 2018                 | 1.007                         | 941.304                                | 1.383.474                         | 182.361                   | 11.546                        | 261.370                     | 6.048                    | 6.134                        |                                  |
| 2019                 | 67                            | 863.533                                | 1.290.983                         | 188.236                   | 9.908                         | 245.492                     | 6.514                    | 6.727                        |                                  |
| 2020                 | 21                            | 268.620                                | 373.884                           | 59.405                    | 5.220                         | 73.279                      | 4.244                    | 1.906                        |                                  |
| 2021                 | 63                            | 719.989                                | 1.130.524                         | 199.619                   | 5.807                         | 235.762                     | 3.765                    | 3.032                        |                                  |
| 2022                 | 14                            | 760.005                                | 1.206.647                         | 300.949                   | 500                           | 231.782                     | 696                      | 5.102                        |                                  |
| 2023                 | 233                           | 904.327                                | 1.422.458                         | 480.670                   | 9642                          | 270.299                     | 4294                     | 9792                         |                                  |
|                      |                               |                                        |                                   |                           |                               |                             |                          |                              |                                  |
|                      | Aeropuerto Jumandy            | Aeropuerto Tte. Cnel. Luis A. Mantilla | Aeropuerto Chimborazo             | Aeropuerto Chachoan       |                               |                             |                          |                              |                                  |
| Tena, Napo           | Tulcán, Carchi                | Riobamba, Chimborazo                   | Ambato, Tungurahua                |                           |                               |                             |                          |                              |                                  |
| 2016                 | 216                           | 9                                      |                                   | 37                        |                               |                             |                          |                              |                                  |
| 2017                 | 28                            | 23                                     |                                   |                           |                               |                             |                          |                              |                                  |
| 2018                 | 57                            | 18                                     |                                   |                           |                               |                             |                          |                              |                                  |
| 2019                 | 211                           | 70                                     |                                   |                           |                               |                             |                          |                              |                                  |
| 2020                 | 46                            | 6                                      | 22                                |                           |                               |                             |                          |                              |                                  |
| 2021                 | 31                            | 18                                     | 38                                |                           |                               |                             |                          |                              |                                  |
| 2022                 | 32                            | 18                                     | 125                               |                           |                               |                             |                          |                              |                                  |
| 2023                 | 52                            | 17                                     | 19                                |                           |                               |                             |                          |                              |                                  |